# Duché de Livonie
Ne pas confondre avec le grand-duché de Livonie.
28 novembre 1561 – 25 septembre 1629
Entités précédentes :
- Confédération livonienne

Entités suivantes :
- Livonie suédoise
- Voïvodie d'Inflanty

Le duché de Livonie (en polonais : Księstwo Inflanckie, en latin : Ducatus Ultradunensis, en allemand : Herzogtum Livland ; en estonien : Üleväina-Liivimaa hertsogkond ; en letton : Pārdaugavas hercogiste), également appelé Livonie polonaise ou Inflantie, est un territoire vassal du grand-duché de Lituanie, puis de la république des Deux Nations, qui a existé du 28 novembre 1561 au 25 septembre 1629.
Son territoire s'étendait sur le sud de l'actuelle Estonie et le nord de l'actuelle Lettonie (au nord de la Daugava).

## Histoire
Le duché de Livonie résulte de la disparition de l'ordre de Livonie, ordre militaire lié à l'ordre des chevaliers Teutoniques. L'ordre Teutonique est sécularisé en 1525 et son territoire devient le duché de Prusse (capitale : Königsberg), vassal du roi de Pologne. L'ordre de Livonie est sécularisé un peu plus tard dans des conditions plus agitées.
Le duché de Livonie est en effet formé à la suite de la guerre de Livonie, conclue par le traité de Vilnius du 28 novembre 1561 entre la Confédération livonienne et le roi de Pologne et grand-duc de Lituanie Sigismond II Auguste. Par ce traité, qui met fin à l'existence de la confédération, Sigismond II s'engage à protéger ses nouveaux sujets contre les armées du tsar de Russie et reconnait les privilèges historiques de la diète de Livonie (Privilegium Sigismundi Augusti).
Le territoire de l'ancienne Confédération livonienne est alors scindé en deux parties :
- le duché de Courlande et Sémigalle, situé au sud de la Dvina (Daugava), principauté féodale vassale du roi de Pologne
- les régions situées au nord du fleuve (actuelles Vidzeme et Latgale) sont attribuées au grand-duché de Lituanie.

En 1566, ce territoire reçoit le nom de duché de Livonie à la suite du traité d'union entre les propriétaires terriens de Livonie et les autorités du grand-duché ; Jan Hieronim Chodkiewicz (en) en devient le premier gouverneur, installé au château de Sigulda.
En 1569, le traité de Lublin renforce l'union entre le royaume de Pologne et le grand-duché de Lituanie, qui forment une nouvelle entité, la république des Deux Nations. Le duché de Livonie devient alors un condominium entre le royaume et le grand-duché.
En 1621, commence la première guerre polono-suédoise (1621-1625) : la Suède, qui est en train de constituer un empire autour de la mer Baltique, occupe plusieurs zones du duché de Livonie, notamment le port de Riga. La seconde guerre polono-suédoise (1626-1629) lui permet d'accroître ses conquêtes. Par le  traité d'Altmark du 25 septembre 1629. La république des Deux Nations cède à la Suède les territoires conquis, qui forment la Livonie suédoise, tandis que les territoires conservés par la République deviennent la voïvodie d'Inflanty.

## Administration

### Divisions administratives
- Voïvodie de Dorpat de 1598 aux années 1620
- Voïvodie de Parnawa de 1598 aux années 1620
- Voïvodie de Wenden de 1598 aux années 1620

### Gouverneurs
- Mikołaj Radziwiłł Rudy, herbu Trąby (28 novembre 1561 - 15 mai 1562)
- Gotthard Kettler, duc de Courlande et Sémigalle (5 mars 1562 - 26 décembre 1566)
- Jan Hieronim Chodkiewicz, herbu Gryf z Mieczem (2 août 1566 - 26 mai 1578)
- Aleksander Chodkiewicz (14 janvier 1578 - 2 avril 1578)
- Mikołaj Radziwiłł Rudy, herbu Trąby (3 juin 1578 - 11 novembre 1584)
- Stanisław Pękosławski, herbu Abdank (mars/avril 1582 - 12 juillet 1588)
- Krzysztof Radziwiłł Piorun, herbu Trąby (1589 - 20 novembre 1603)
- Jan Abramowicz (ou Abrahamowicz), herbu Jastrzębie (2 novembre 1589 - avril 1601)
- Jan Karol Chodkiewicz, hrabia na Szkłowie (1603 - 24 septembre 1621)